# Ebstorf
Ebstorf è un comune mercato di 5.394 abitanti della Bassa Sassonia, in Germania.
Appartiene al circondario (Landkreis) di Uelzen (targa UE) ed è parte della comunità amministrativa (Samtgemeinde) di Altes Amt Ebstorf.

## Storia
Nell'880 vennero sepolti qui i Martiri di Ebstorf, caduti in battaglia contro la Grande armata danese, la cui memoria è celebrata il 2 febbraio.